# Байдашніков Олександр Олексійович
Олександр Олексійович Байдашніков (нар. 29 червня 1950) — український зоолог, малаколог, фахівець з наземних молюсків, кандидат біологічних наук (1985). Автор близько 50 наукових праць, зокрема брав участь у створенні Червоної книги України (1994 і 2009). Описав чотири нових для науки види та підвиди наземних равликів з України.

## Життєпис
1977 року закінчив Київський педагогічний інститут. Ще під час навчання у 1976 році влаштувався на роботу лаборантом у Інститут зоології АН УРСР, де працював під керівництвом відомого зоолога В. І. Монченка. Згодом був направлений останнім у цільову аспірантуру в Зоологічний інститут АН СРСР (Ленінград), де навчався протягом 1981—1984 років під керівництвом відомого радянського малаколога І. М. Ліхарева. 1985 року захистив кандидатську дисертацію на тему «Наземные моллюски Закарпатской области». З 1984 року продовжив працювати у очолюваному В. І. Монченком відділі фауни та систематики безхребетних Інституту зоології АН УРСР, до виходу на пенсію у 2015 році. Згодом повернувся до наукової роботи у відділі зоології (Зоологічний музей) Національного науково-природничого музею НАН України.

## Найважливіші наукові праці
- Байдашников А. А. 1985. Новый для науки наземный легочный моллюск из Восточных Карпат. Зоологический журнал. 64 (2): 206–211.
- Байдашников А. А. 1985. Наземные моллюски Закарпатской области и их распространение по основным ландшафтам и растительным сообществам. Труды Зоологического института АН СССР. 135: 44–66.
- Байдашников А. А. 1988. Зоогеографический состав и формирование наземной малакофауны Украинских Карпат. Зоологический журнал. 67 (12): 1787–1797.
- Байдашников А. А. 1988. Наземные моллюски Чивчинских гор (Восточные Карпаты). Труды Зоологического института АН СССР. 187: 121–128.
- Байдашников А. А. 1988. Наземные моллюски. В: Флора и фауна заповедников СССР. Фауна Карпатского заповедника. 6–14.
- Байдашников А. А. 1989. Редкие наземные моллюски Украинских Карпат и пути их сохранения [Архівовано 6 березня 2022 у Wayback Machine.]. Вестник зоологии. 3: 37–41.
- Байдашников А. А. 1989. Вертикальное распределение наземных моллюсков Украинских Карпат [Архівовано 6 березня 2022 у Wayback Machine.]. Вестник зоологии. 5: 55–59.
- Байдашников А. А. 1989. Новый для фауны СССР вид слизней (Pulmonata, Agriolimacidae), особенности его экологии и распространения. Зоологический журнал. 68 (4): 132–133.
- Байдашников А. А. 1990. Обзор моллюсков рода Mentissa (Gastropoda, Pulmonata). Зоологический журнал. 69 (1): 21–31.
- Байдашников А. А. 1990. О внутривидовых формах моллюсков рода Mentissa (Gastropoda, Pulmonata, Clausiliidae). Зоологический журнал. 69 (8): 19–31.
- Байдашников А. А. 1990. О видовой дивергенции моллюсков рода Mentissa (Gastropoda, Clausiliidae) [Архівовано 6 березня 2022 у Wayback Machine.]. Вестник зоологии. 4: 3–8.
- Байдашников А. А. 1990. Восточно-европейские равнинные виды наземных моллюсков в фауне Горного Крыма [Архівовано 6 березня 2022 у Wayback Machine.]. Вестник зоологии. 6: 68–70.
- Байдашников А. А. 1991. О происхождении моллюсков рода Mentissa [Архівовано 7 березня 2022 у Wayback Machine.]. Вестник зоологии. 4: 3–8.
- Байдашников А. А. 1992. Наземная малакофауна Украинского Полесья. Сообщение 1. Видовой состав и связь моллюсков с растительным покровом [Архівовано 6 березня 2022 у Wayback Machine.]. Вестник зоологии. 4: 13–19.
- Байдашников А. А. 1993. Наземные моллюски (Gastropoda, Pulmonata) заповедника Кодры (Молдова) [Архівовано 10 березня 2022 у Wayback Machine.]. Вестник зоологии. 4: 10–15.
- Байдашников А. А. 1996. Наземная малакофауна Украинского Полесья. Сообщение 2. Формирование современных малакокомплексов [Архівовано 7 березня 2022 у Wayback Machine.]. Вестник зоологии. 3: 3–13.
- Байдашников А. А. 2000. Наземные моллюски (Gastropoda, Pulmonata) заказника Переладино (Подольская возвышенность) [Архівовано 13 квітня 2018 у Wayback Machine.]. Вестник зоологии. 34 (6): 99–100.
- Байдашников А. А. 2002. Наземные моллюски (Gastropoda, Pulmonata) заповедника «Медоборы» (Подольская возвышенность) [Архівовано 10 березня 2022 у Wayback Machine.]. Вестник зоологии. 36 (2): 73–76.
- Байдашников А. А. 2003. Морфологическая связь замыкательного аппарата с формой раковины Clausiliidae (Gastropoda, Pulmonata) [Архівовано 24 березня 2016 у Wayback Machine.]. Вестник зоологии. 37 (1): 61–78.
- Байдашников А. А. 2003. Морфологические предпосылки стенобионтности Clausiliidae (Gastropoda, Pulmonata) [Архівовано 12 березня 2022 у Wayback Machine.]. Вестник зоологии. 37 (6): 49–63.
- Байдашников А. А. 2005. Внутривидовая изменчивость у некоторых видов Clausiliidae (Gastropoda, Pulmonata) под влиянием условий обитания [Архівовано 6 березня 2022 у Wayback Machine.]. Вестник зоологии. 39 (5): 37–47.
- Байдашников А. А. 2006. Изменчивость наземных моллюсков крымского рода Mentissa (Gastropoda, Pulmonata, Clausiliidae) [Архівовано 2 квітня 2016 у Wayback Machine.]. Вестник зоологии. 40 (4): 297–310.
- Байдашников А. А. 2007. Внутривидовая изменчивость видов рода Vestia (Gastropoda, Pulmonata, Clausiliidae) в Украине [Архівовано 12 березня 2022 у Wayback Machine.]. Вестник зоологии. 41 (4): 291–304.
- Балашов И. А., Байдашников А. А. 2010. Наземные моллюски (Gastropoda) лесостепного Приднепровья и их фитоценотическая приуроченность [Архівовано 20 грудня 2016 у Wayback Machine.]. Вестник зоологии. 44 (4): 309–316.
- Балашов И. А., Байдашников А. А. 2012. Наземные моллюски (Gastropoda) Винницкой области и их биотопическая приуроченность [Архівовано 20 грудня 2016 у Wayback Machine.]. Вестник зоологии. 46 (1): 19-28.
- Балашов И. А., Байдашников А. А. Романов Г. А., Гураль-Сверлова Н. В. 2013. Наземные моллюски Хмельницкой области (Подольская возвышенность, Украина) [Архівовано 21 квітня 2016 у Wayback Machine.]. Зоологический журнал. 92 (2): 154–166.
- Балашов И. А., Байдашников А. А. 2013. Наземные моллюски редколесий можжевельника высокого в Крымских горах [Архівовано 6 лютого 2017 у Wayback Machine.]. Зоологический журнал. 92 (3): 257–263.

## Описані таксони
- Prostenomphalia Baidashnikov, 1985 — простеномфалія, монотиповий рід (включає лише один вид).
- Prostenomphalia carpathica Baidashnikov, 1985 — простеномфалія карпатська, ендемік Східних Карпат, вид занесений до Червоної книги України з 1994 року.
- Mentissa gracilicosta orientalis Baidashnikov, 1990 — ментіса східна, визнаний підвид, ендемік східної частини Кримських гір[3].
- Mentissa gracilicosta tschatyrdagica Baidashnikov, 1990  — ментіса чатирдагська, визнаний підвид, ендемік центральної частини Кримських гір[3].
- Mentissa gracilicosta velutina Baidashnikov, 1990 — ментіса оксамитова, визнаний підвид, ендемік південного макросхилу Кримських гір[3].
- Mentissa gracilicosta albacostata Baidashnikov, 1990 — не визнаний підвид західної частини Кримських гір, що виявився синонімом Mentissa gracilicosta gracilicosta[3].

## Вшанування
1992 року, за матеріалами зібраними О. О. Байдашніковим у Карпатах, було описано новий для науки рід дрібних амфібіотичних равликів, типовий вид якого назвали на честь Олександра Олексійовича: Terrestribythinella baidashnikovi Sitnikova, Starobogatov & Anistratenko, 1992.